# Kajko i Kokosz
Kajko i Kokosz è una serie a fumetti creata da Janusz Christa, pubblicata in Polonia tra gli anni settanta e ottanta del Novecento; è incentrata su due personaggi, due guerrieri slavi, Kajko e Kokosz, ispirati ad Asterix e Obelix per l'aspetto e per le loro personalità. Le storie sono scritte in maniera leggermente satirica, di solito con battute che riguardano la realtà della vita in una Polonia retta dal Comunismo, con i personaggi che a volte parlano di unioni di lavoratori, burocrazia, mancanza di comodità e temi simili.
La serie è stata molto popolare in Polonia, ed è stata ristampata molte volte. Recentemente, vari volumi sono stati tradotti in altre lingue, tra cui il casciubo, lo slesiano e dialetti usati dai montanari Podhale. La serie ha ispirato anche un cortometraggio animato in 3D nel 2006 e alcuni videogiochi.

## Storia editoriale
La serie è incentrata su due guerrieri slavi di nome Kajko e Kokosz, entrambi ispirati ai protagonisti della serie Asterix ma anche ad altri personaggi dello stesso autore, protagonisti della serie Kajtek i Koko ambientata tra l'età contemporanea e il futuro. La serie consiste in 20 volumi, oltre che varie storie brevi pubblicate in varie riviste, pubblicati dal 1975 al 1990.
Nel 2007, la Egmont Publishing, in accordo con Janusz Christa, ha intrapreso iniziative per riprendere la pubblicazione della serie, ma con nuovi autori. La nuova serie è iniziata nel 2016, e racconta le nuove vicende dei personaggi secondari del mondo di Kajko e Kokosz, tra i quali Lamignat, il drago Milus e i Cavalieri Banditi, oppure variazioni di storie preesistenti (ad esempio, una storia che racconta dell'infanzia di Mirmil). Piuttosto che cercare di copiare i fumetti di Christa, gli albi della nuova serie sono disegnati secondo gli stili individuali dell'universo di Kajko e Kokosz. Tra gli autori sono compresi Sławomir Kiełbus, Maciej Kur, Piotr Bednarczyk, Tomasz Samojlik, Krzysztof Janicz e Norbert Rybarczyk.

### Elenco albi
1. Szkoła latania (A scuola di volo) - 1975
  1. Szkoła furganio (edizione slesiana dell'albo)
2. Wielki turniej (Il Gran Torneo) - 1975
  1. Ogromniasto gońba (edizione nei dialetti dei montanari)
3. Zamach na Milusia (Il tentativo di Milus) - 1977, 1989 (edizione estesa)
4. Skarby Mirmiła (I Tesori di Mirmil) - 1980
5. Na wczasach (Vacanze) - 1983
  1. Na latowisku(edizione casciuba dell'albo)
6. Cudowny lek (La cura miracolosa) - 1984
7. Dzień Śmiechały (La Giornata delle Risate) - 1984
8. Złoty puchar (Il Calice d'Oro) - 1985, diviso in tre parti - detto anche Złote prosię (Il Maiale d'Oro)
9. Szranki i konkury (I Tornei) - 1985, diviso in tre parti
10. Urodziny Milusia (Il Compleanno di Milus) - 1986, questo albo è in realtà una serie di storie brevi ambientate prima degli eventi di Cudowny lek (La cura miracolosa).
  1. Pasowanie - 1993, uscito nella rivista Super Boom del mese d'aprile del '93; 2004, nell'albo Il Compleanno di Milus
  2. Srebrny denar - 2004
11. Łaźnia - 1986, 2006 (nei fumetti di Fortuna Amelia e ne Il Compleanno di Milus)
12. Woje Mirmiła (I Guerrieri di Mirmil) - 1988
  1. Rozprawa z Dajmiechem (La battaglia con Dajmiech) - 1987, prequel/continuo dell'albo
13. Koncert Kaprala - 1987, 2004
14. W krainie borostworów - 1987
15. Profesor Stokrotek - 1988, 2004
16. Mirmił w opałach (Mirmil in pericolo) - 1990
17. Festiwal czarownic (Il Festival delle Streghe)
18. W krainie borostworów (Terre di Foresta)

#### Kajko i Kokosz - Le nuove avventure
1. Obłęd Hegemona (La follia di Hegemon) - 2016, primo albo creato dai nuovi autori.
2. Łamignat Straszliwy (Lamigat il Terribile)
3. Królewska Konna (Le monache reali)
4. Zaćmienie o zmierzchu (L'Eclissi del Crepuscolo)

## Personaggi
Oltre che a Kajko e Kokosz, tra i vari personaggi principali figurano Mirmil, ipocondriaco capo castellano di Mirmilowo, dove gli stessi Kajko e Kokosz abitano; Jaga, una straga benevola; suo marito Lamignat (Spaccaossa), bandito poi redento. Tra gli antagonisti figura l'ordine dei cavalieri Zbòjcerze (Cavalieri banditi), basati sull'Ordine Teutonico, guidati da Hegemon, accompagnato da Kapral (Corporale), un uomo dalle fattezze di Hitler, e da Oferma (Perdente), dalle fattezze di Schweik, protagonista de Il buon soldato Sc'vèik.
- Kajko[1] - Guerriero piccolo ma astuto e coraggioso. Vive di giustizia e possiede un animo gentile. Vive assieme al suo migliore amico Kokosz.
- Kokosz[1] - Miglior amico di Kajko, ne rappresenta l'opposto quasi completo. Grande, grasso, grosso e calvo, e di solito rappresentante le abitudini peggiori, tra cui la sua aggressività poco frequente, il suo egocentrismo e a volte anche la sua codardia. Tuttavia, egli possiede una forza incredibile. Nel primo libro, Kokosz stesso crede che la sua forza sia proporzionale alla lunghezza della sua ombra (la quale ovviamente dipenda a seconda delle occasioni).
- Mirmil - Il principe di Mirmilowo, villaggio dove abitano Kajko e Kokosz. È un ometto con dei baffoni rossi. Ha un cuore d'oro, ma è spesso presuntuoso e malinconico, e, come tormentone, egli considera spesso di togliersi la vita ogni volta che vede un problema che sembra irrisolvibile.
- Lubawa - moglie di Mirmil, grande ma anche molto assertiva. Spesso riesce a controllare suo marito, anche dalle sue tendenze suicide.
- Zielacha - Una strega e zia di Kokosz, dal pessimo aspetto, la quale, a differenza del suo successore Jaga, non si è vista usare vera magia, anche perché ella appare solo nel primo albo.
- Jaga - Strega di buon cuore e zia di Kokosz, in origine una donna vecchia e orrenda che può trasformarsi una donna molto più giovane e gentile grazie alla magia.[2] Il suo nome ricorda Baba Jaga, personaggio di folklore e fiabe tradizionali della Polonia. Possiede come animale domestico un corvo parlante di nome Gdaś.
- Lamignat (Spaccaossa) - Marito di Jaga. Bandito di buon cuore che ruba ai ricchi per dare ai poveri, alla mo' di Robin Hood, anche se in verità egli è una parodia di Juraj Jánošík, controparte polacca di Robin Hood. Egli è amico di Kokosz, ma la sua grande forza a volte rende Kokosz estremamente invidioso. Data la timidezza di Lamignat, Jaga lo incoraggia dandogli un flauto e dicendogli che egli diventerà più forte ogni volta che lo suonerà (in realtà è solo un normale flauto, ma dà un effetto morale su Lamignat, che lo rende più sicuro di sé). Il tormentone di Lamignat è "Lelum Polelum".
- Miluś - Un drago che Kajko e Kokosz trovarono per la prima volta come uomo e adottarono nell'albo Zamach na Milusia (Attentato a Milus). Miluś sembra spaventato da piccoli animali (come per esempio topi) ed è vegetariano. Nella seconda apparizione, Skarby Mirmiła (I Tesori di Mirmil), Miluś, cresciuto, ha avuto anche delle ali, ma per qualche strano motivo egli può solo decollare, volare e atterrare sull'acqua. In Cudowny lek (La Cura Miracolosa), Miluś incontra un drago femmina e abbandona Kajko e Kokosz per vivere nella terra dei draghi (il che era un bene, dato che c'erano molti cacciatori di draghi che cercavano di sterminarli). Dopo di ciò, Miluś è apparso nell'albo Urodziny Milusia, e quindi in alcune delle storie ambientate prima degli eventi de Cudowny lek.
- Woj Wit (Wit il guerriero) - Incontra i due protagonisti per la prima volta nel secondo albo, Szranki I konkury (I Tornei), e poi durante le loro avventure in Na wczasach (Vacanze). Dopo il secondo albo, però, Wit abiterà a Mirmilowo, e non giocherà un ruolo molto importante (facendo quindi qualche cameo occasionale), fino all'ultimo albo, Mirmił w opałach (Mirmil nei guai). Nel primo libro egli è un cavaliere romantico in cerca di avventure che parlava solo in rime, tendenza che però si è perduta nel mezzo della storia dato il suo cuore spezzato. Nella sua seconda apparizione, egli è diventato una figura simile a Don Chisciotte, sempre in cerca di sfide, ma ora canta canzoni romantiche. Nella sua terza apparizione, egli torna a parlare in rime, e diventa interessato in scienze al punto da creare polvere esplosiva che provoca il caos nel villaggio. Nelle sue prime due apparizioni, egli possiede un cavallo dall'alto intelletto che cerca sempre di portarlo fuori dai guai.
- Zbójcerze (I Cavalieri Banditi) - Un gruppo di cavalieri malvagi, vagamente ispirato all'Ordine dei Cavalieri Teutonici, il cui scopo è conquistare Mirmilowo. Sono guidati dal potente guerrieri Hegemon, antagonista principale della serie. Il suo braccio destro Kapral (Corporale), un uomo simile ad Adolf Hitler, cerca spesso di ribellarsi e imporsi come nuovo capo di un nuovo ordine.[1] Altro notabile Zbójcerz è Oferma (Perdente), che è vagamente ispirato a Schweik, protagonista de Il buon soldato Sc'vèik[2], e nonostante sia l'"idiota del gruppo" viene spesso scelto per compiere missioni ufficiali di varia importanza.

## Controversie
Per anni, la serie è stata accusata di plagio in riferimento alle sue similitudini con la serie Asterix. Il titolo condivide uno stile d'arte simile, così come vale per i personaggi e anche le battute. Seppure Kajtek e Koko sono apparsi per la prima volta anni prima del 1959 (anno in cui uscì il primo albo di Asterix), le incarnazioni slaviche Kajko e Kokosz sono apparse dopo il successo di Asterix. Per anni, Christa, autore della serie, ha mantenuto queste similitudini come coincidenze. Alcuni hanno descritto in modo significante il fatto che il primo albo di "Kajko e Kokosz" sia pubblicato nello stesso anno in cui è apparsa la prima traduzione polacca di un albo di Asterix.

## Altri media

### Cinema
- Kajko i Kokosz - 2006

### Giochi per computer
- Kajko i Kokosz - 1995
- Kajko i Kokosz: W krainie borostworów - 1998
- Knights: Learn to Fly (Kajko i Kokosz: Szkoła latania) - 11 aprile 2005.
- Kajko i Kokosz 2: Cudowny lek - 2006
- Kajko i Kokosz: Twierdza Czarnoksiężnika - 2011